# Mimonectes colemani
Mimonectes colemani is een vlokreeftensoort uit de familie van de Mimonectidae. De wetenschappelijke naam van de soort is voor het eerst geldig gepubliceerd in 2012 door Wolfgang Zeidler.